# هرمان میربری
هرمان میربری (سوئدی: Herman Myhrberg؛ ۲۶ دسامبر ۱۸۸۹ – ۹ اوت ۱۹۱۹) بازیکن فوتبال اهل سوئد بود.